# Тибето-бирмански езици
Тибето-бирманските езици са един от двата клона езици, включвани в състава на сино-тибетското езиково семейство, които се говорят в държави от Източна, Централна и Южна Азия, включително Мианмар (бивша Бирма), Тибет (Китай), Тайланд, Виетнам, Бутан, Североизточен Бангладеш, Северен Пакистан, някои части на Индия.
Тибето-бурманската група включва около 350 езика. Най-много говорещи има бирманския език (около 32 милиона). Около 8 милиона тибетци говорят тибетски диалекти или езици.
Лингвистът Джордж ван Дрием предлага да се разглежда тибето-бирманско езиково семейство, което да замени сино-тибетското езиково семейство, а китайските (синитските) езици да се смятат за подгрупа. Това становище все още не е прието.